# Martine Roche
Martine Roche, née le 2 mars 1943 dans le 17e arrondissement de Paris, est une claveciniste française.
Elle a été l'élève de Rafael Puyana et de Marie-Claire Alain.
Elle a co-fondé l'Ensemble Rameau d'instruments anciens avec le violoniste Jean Estournet et le violoncelliste Francky Dariel.